# Reserva Marina Galera San Francisco
Die Reserva Marina Galera San Francisco liegt im Pazifischen Ozean vor der ecuadorianischen Küste. Das Meeresschutzgebiet besitzt eine Fläche von 546,04 km². Das Reservat wurde am 31. Oktober 2008 eingerichtet.

## Lage
Die Reserva Marina Galera San Francisco liegt an der Pazifikküste im Südwesten der Provinz Esmeraldas. Das Meeresschutzgebiet erstreckt sich entlang einer 30 km langen Küstenlinie zwischen der Bucht von Atacames im Norden und der Bucht von Mompiche im Süden. Nahe gelegene Orte sind Galera, Estero de Plátano, Quingue und Cabo San Francisco. Im Westen des Schutzgebietes erreicht das Meer Tiefen von 800 m.

## Ökologie
Im Schutzgebiet finden sich drei verschiedene Ökosysteme: der offene Ozean, die Küstengewässer sowie Ästuare (Flussmündungen). Zu den Fischarten in den Gewässern des Meeresreservates gehören der Cortez-Kaiserfisch, Scarus perrico aus der Unterfamilie der Papageifische, sowie der Kalifornische Engelfisch. Zu den Meeressäugern gehören der Große Tümmler, der Schlankdelfin, der Gemeine Delfin und der Buckelwal. 
Letztere halten sich nur zwischen Juni und September vor der Küste Ecuadors auf. In dem Gebiet kommen vier Meeresschildkröten vor: die Lederschildkröte, die Echte Karettschildkröte, die Grüne Meeresschildkröte und die Oliv-Bastardschildkröte.